# Major Movie Star
Major Movie Star (Originaltitel: Private Valentine: Blonde & Dangerous) ist eine US-amerikanische Filmkomödie aus dem Jahr 2008.

## Handlung
Die Karriere von Hollywood-Sternchen Megan Valentine läuft glänzend. Eines Abends jedoch ändert sich vieles in ihrem Leben: Megans Finanzverwalter setzt sich mit ihrem Vermögen ab, sie bekommt mit, wie ihre angeblichen Freundinnen hinter ihrem Rücken über ihre Filme lästern und zu guter Letzt erwischt sie ihren Freund mit ihrem Manager in flagranti. Daraufhin trinkt sie viel Alkohol, baut einen Autounfall und erwacht in einer Anwerbestelle der United States Army, der sie beitritt. Doch ihre Vorstellungen sind ganz anders als die Realität: Ihr Leben wird von Sergeant Morely zur Hölle gemacht, der Rest der Truppe sieht in ihr nur ein verwöhntes und unsportliches Mädchen. Doch mit Hilfe von ein paar Kameradinnen und Sergeant Evans versucht Megan, es ihren Kameraden, Vorgesetzten und ihr selbst zu beweisen.

## Kritiken
„„Jessica Simpson, wo blieb deine Liebe? Na, jedenfalls nicht in deiner Musik!“, ätzte der Indiebarde Adam Green einst über das blonde Popsternchen. Tja, und in den Filmen wohl auch nicht, möchte man angesichts dieser müden Klamotte hinzufügen. Die Story: Als ihr Buchhalter mit der Kohle verduftet und ihr Lover lieber mit ihrem Manager kuschelt, steht Kinodiva Megan Valentine (Simpson) vor dem Nichts. Auf der Suche nach Orientierung landet sie im Rekrutierungsbüro der US-Army. Im Trainingslager bringen Megans Allüren Ausbilder und Kameradinnen in Rage… Im Abklatsch des Goldie-Hawn-Erfolgs „Schütze Benjamin“ spielt Luxuspüppi Jessica sich mehr oder weniger selbst – und das schlecht. Während die Scherze über Hollywood amüsieren, nervt es, dass sich diese Militärkomödie partout nicht über das Militär lustig machen mag.“

## Veröffentlichung
Der Film hatte am 9. Oktober 2008 Premiere in Russland. Am 7. November 2008 folgte die Premiere in Bulgarien. In den Vereinigten Staaten wurde der Film erst am 9. Februar 2009 zum ersten Mal gezeigt.